# Johannes Grosse
Johannes Friedrich August Grosse, Pseudonym: Ernst Große (* 16. September 1890 in Gohlis bei Leipzig; † 30. September 1977 in Eisenach), war ein deutscher Lehrer und evangelischer Pfarrer. Er gilt als Querdenker in vier Gesellschaftsordnungen.

## Leben und Wirken
Er war der Sohn des Leipziger Kaufmanns Carl Friedrich August Grosse. Nach dem Besuch des Gymnasiums studierte und promovierte er zum Dr. phil. Danach nahm er noch ein Theologiestudium auf, das er durch den Einsatz im Ersten Weltkrieg unterbrechen musste. 1920 wurde er Mitglied der SPD. Später wurde er in Thum im sächsischen Erzgebirge, wo er eine Stelle als Lehrer erhalten hatte, in die Stadtverordnetenversammlung gewählt. Aufgrund innerparteilicher Auseinandersetzungen trat er 1928 aus der SPD aus. An der Verbandsrealschule für Thum und Umgebung wurde Grosse zum Studiendirektor befördert. Nach der „Machtergreifung“ der Nationalsozialisten wurde er Anfang August 1933 aufgrund des Gesetzes zur Wiederherstellung des Berufsbeamtentums § 4 aus dem sächsischen Schuldienst entlassen. Unmittelbarer Anlass dafür war seine 1923 unter Pseudonym erschienene Schrift Hagen im Weltkrieg, in der er sich offen gegen den Krieg und als Pazifist positionierte.
Nach Ende des Zweiten Weltkrieges wurde Grosse in Thum wieder in den Schuldienst übernommen, jedoch bereits im Oktober 1947 wegen Problemen mit dem Kreisschulrat nach Nossen versetzt, was von ihm als Strafversetzung empfunden wurde. Zu diesem Zeitpunkt war er bereits Mitglied der SED. 1951 trat er wegen des Vorwurfs der Misshandlung von Schülern und einer wohl bevorstehenden erneuten Strafversetzung aus dem Schuldienst und der SED aus. Er stellte sich als Ersatzpfarrer zur Verfügung und erhielt als solcher noch im gleichen Jahr eine Anstellung in Niederschöna. Über die Zwischenstation Rositz wurde er am 1. November 1951 Pfarrer in Neunhofen in Thüringen. 1961 trat er in den Ruhestand und zog danach nach Eisenach, wo er 1977 im Diakonissen-Krankenhaus starb.